# Gran Premio d'Australia 2009
Il Gran Premio d'Australia 2009 è stata la prima prova della stagione 2009 del Campionato mondiale di Formula 1. Si è corso il 29 marzo 2009 sul circuito di Albert Park di Melbourne ed è stata vinta da Jenson Button su Brawn GP-Mercedes, al suo secondo successo nel mondiale. Button ha preceduto sul traguardo il suo compagno di squadra Rubens Barrichello e Jarno Trulli su Toyota.
Lewis Hamilton, che inizialmente era stato classificato terzo ai danni proprio del pilota italiano, è stato successivamente squalificato dalla FIA, sulla base di un comportamento giudicato antisportivo. Il fatto è stato scoperto dall'analisi delle registrazioni radio tra il pilota anglocaraibico della McLaren e il muretto, dal quale sarebbe partito l'ordine di rallentare per lasciarsi superare da Trulli sotto regime di safety car, cosa vietata dal regolamento.
La gara ha visto l'esordio della scuderia Brawn GP (ex Honda) e del pilota svizzero Sébastien Buemi su Toro Rosso (primo elvetico in F1 dopo Jean-Denis Délétraz al Gran Premio d'Europa 1995).

## Vigilia
Alla vigilia Bernie Ecclestone svela la volontà, poi rientrata, di McLaren e Renault di boicottare il gran premio inaugurale, stante il mancato pagamento delle somme di danaro, a loro dire, dovute dal patto della Concordia.
La Red Bull Racing annuncia la volontà di proporre reclamo contro alcune scuderie che avrebbero un diffusore posteriore considerato illegale, qualora non ne venisse contestata la irregolarità da parte dei commissari.
Il 26 marzo i commissari rigettano il ricorso (supportato anche da Ferrari, Renault e BMW) contro Toyota, Williams e Brawn GP. Si preannunciano così i ricorsi alla FIA in merito ai risultati del gran premio che di fatto sono sub judice.
In aggiunta, la gara inizia anziché alle 14:00-15:00 locali (le 4:00 - le 5.00 in Italia, sempre con l'ora solare) alle 17:00 locali (le 7:00 italiane con l'ora solare, le 8:00 con l'ora legale).

## Prove
Nella prima sessione del venerdì, si è avuta questa situazione:
| Pos | N  | Pilota          | Squadra/Motore  | Tempo    | Gap   | Giri |
| --- | -- | --------------- | --------------- | -------- | ----- | ---- |
| 1   | 16 | Nico Rosberg    | Williams-Toyota | 1'26"687 |       | 19   |
| 2   | 17 | Kazuki Nakajima | Williams-Toyota | 1'26"736 | 0"049 | 21   |
| 3   | 4  | Kimi Räikkönen  | Ferrari         | 1'26"750 | 0"063 | 24   |

Nella seconda sessione del venerdì, si è avuta questa situazione:
| Pos | N  | Pilota             | Squadra/Motore    | Tempo    | Gap   | Giri |
| --- | -- | ------------------ | ----------------- | -------- | ----- | ---- |
| 1   | 16 | Nico Rosberg       | Williams-Toyota   | 1'26"053 |       | 36   |
| 2   | 23 | Rubens Barrichello | Brawn GP-Mercedes | 1'26"157 | 0"104 | 38   |
| 3   | 9  | Jarno Trulli       | Toyota            | 1'26"350 | 0"297 | 42   |

Nella sessione del sabato mattina, si è avuta questa situazione:
| Pos | N  | Pilota        | Squadra/Motore    | Tempo    | Gap   | Giri |
| --- | -- | ------------- | ----------------- | -------- | ----- | ---- |
| 1   | 16 | Nico Rosberg  | Williams-Toyota   | 1'25"808 |       | 21   |
| 2   | 9  | Jarno Trulli  | Toyota            | 1'25"811 | 0"003 | 19   |
| 3   | 22 | Jenson Button | Brawn GP-Mercedes | 1'25"981 | 0"173 | 20   |

## Qualifiche
Nella sessione di qualificazione, si è avuta questa situazione:
| Pos | N  | Pilota               | Costruttore/Motore   | Q1       | Q2          | Q3       | Griglia |
| --- | -- | -------------------- | -------------------- | -------- | ----------- | -------- | ------- |
| 1   | 22 | Jenson Button        | Brawn GP-Mercedes    | 1'25"211 | 1'24"855    | 1'26"202 | 1       |
| 2   | 23 | Rubens Barrichello   | Brawn GP-Mercedes    | 1'25"006 | 1'24"783    | 1'26"505 | 2       |
| 3   | 15 | Sebastian Vettel     | Red Bull-Renault     | 1'25"938 | 1'25"121    | 1'26"830 | 3       |
| 4   | 5  | Robert Kubica        | BMW Sauber           | 1'25"922 | 1'25"152    | 1'26"914 | 4       |
| 5   | 16 | Nico Rosberg         | Williams-Toyota      | 1'25"846 | 1'25"123    | 1'26"973 | 5       |
| 6   | 10 | Timo Glock           | Toyota               | 1'25"499 | 1'25"281    | 1'26"975 | 19      |
| 7   | 3‡ | Felipe Massa         | Ferrari              | 1'25"844 | 1'25"319    | 1'27"033 | 6       |
| 8   | 9  | Jarno Trulli         | Toyota               | 1'26"194 | 1'25"265    | 1'27"127 | 20      |
| 9   | 4‡ | Kimi Räikkönen       | Ferrari              | 1'25"899 | 1'25"380    | 1'27"163 | 7       |
| 10  | 14 | Mark Webber          | Red Bull-Renault     | 1'25"427 | 1'25"241    | 1'27"246 | 8       |
| 11  | 6‡ | Nick Heidfeld        | BMW Sauber           | 1'252827 | 1'25"504    |          | 9       |
| 12  | 7‡ | Fernando Alonso      | Renault              | 1'26"026 | 1'25"605    |          | 10      |
| 13  | 17 | Kazuki Nakajima      | Williams-Toyota      | 1'26"074 | 1'25"607    |          | 11      |
| 14  | 2‡ | Heikki Kovalainen    | McLaren-Mercedes     | 1'26"184 | 1'25"726    |          | 12      |
| 15  | 1‡ | Lewis Hamilton       | McLaren-Mercedes     | 1'26"454 | senza tempo |          | 18      |
| 16  | 12 | Sébastien Buemi      | Toro Rosso-Ferrari   | 1'26"503 |             |          | 13      |
| 17  | 8‡ | Nelson Piquet Jr.    | Renault              | 1'26"598 |             |          | 14      |
| 18  | 21 | Giancarlo Fisichella | Force India-Mercedes | 1'26"677 |             |          | 15      |
| 19  | 20 | Adrian Sutil         | Force India-Mercedes | 1'26"742 |             |          | 16      |
| 20  | 11 | Sébastien Bourdais   | Toro Rosso-Ferrari   | 1'26"964 |             |          | 17      |

- I piloti marcati con il simbolo ‡ dispongono del dispositivo KERS.

## Gara

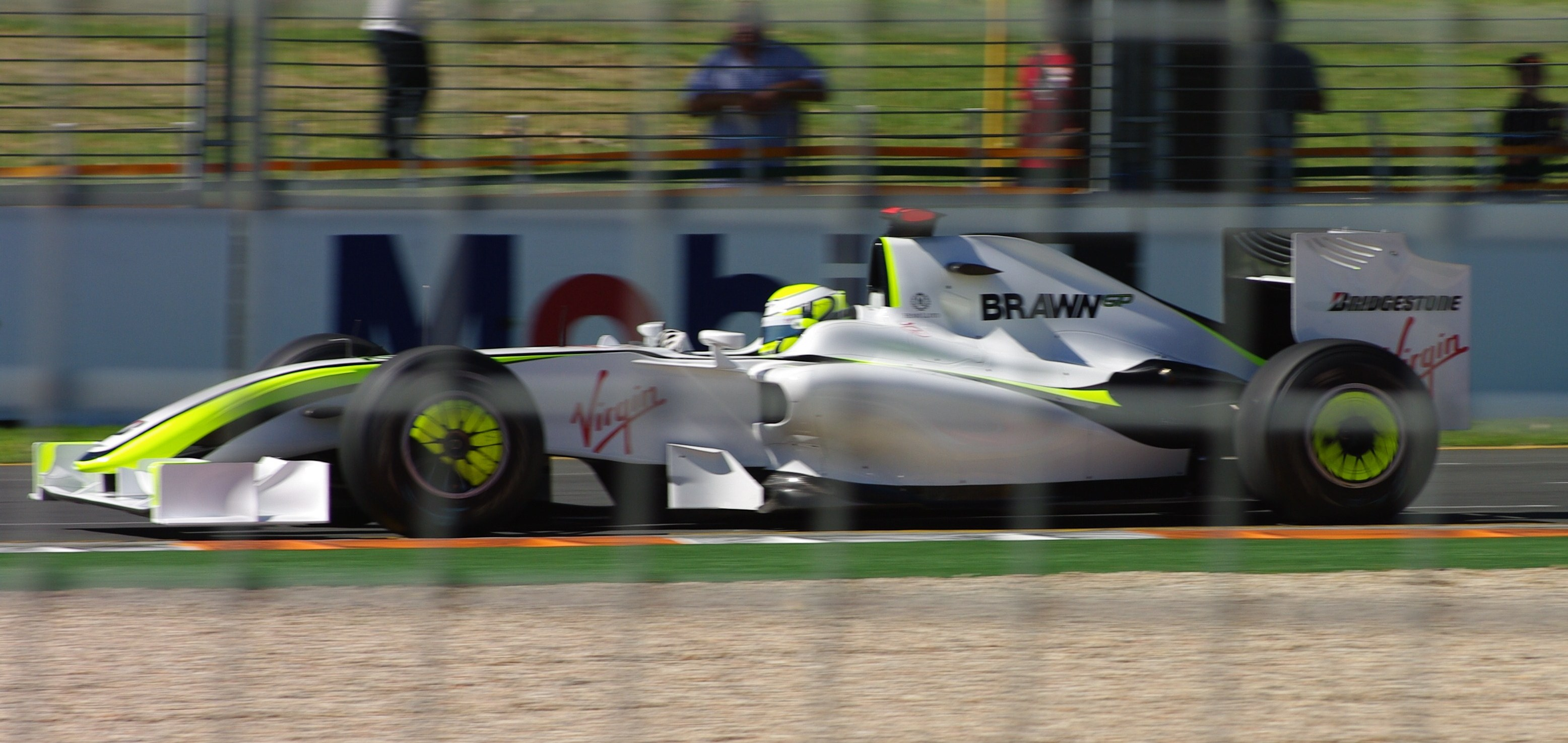
Jenson Button impegnato nel Gran Premio con la Brawn

Al via Button parte molto bene mentre Rubens Barrichello, scattato malissimo, tocca Mark Webber alla prima curva coinvolgendo Nick Heidfeld, Adrian Sutil (che rientreranno ai box per riparare i danni) e Heikki Kovalainen (che si dovrà ritirare). Al termine del primo giro Button comanda su Sebastian Vettel, Felipe Massa, Robert Kubica e Kimi Räikkönen. Intanto Button prende il largo e Lewis Hamilton, partito 18º, recupera posizioni.
Al 9º giro i due ferraristi si trovano in difficoltà con le gomme morbide e Räikkönen viene superato sia da Rosberg che da Barrichello, prima di rientrare per il primo stop. Il giro seguente tocca a Massa ed Hamilton, poi a Kubica, tutti partiti con la mescola morbida. Rosberg sale al terzo posto ma già staccato di 30” dalla vetta, dove Button controlla Vettel a 4”. Al 16º giro si fermano Vettel e Nico Rosberg, il quale però perde secondi preziosi a causa di un problema all'anteriore e all'uscita viene superato da Räikkönen. Mentre si fermano gli altri, Kazuki Nakajima va a sbattere su un muretto alla curva Whiteford e un giro dopo entra in pista la safety car: anche Button fa il suo stop e rimane al comando, seguito da Vettel, Massa, Kubica, Räikkönen e Rosberg. Barrichello ha sostituito l’ala anteriore, danneggiata nei contatti con Webber e Raikkonen, scendendo al decimo posto.
Alla ripartenza Piquet Jr. va in testacoda alla prima curva, provando ad attaccare Rosberg; il tedesco perde tre posizioni a favore del rimontante Jarno Trulli, di Barrichello e Buemi. Al 31º giro Massa inaugura la seconda tornata di stop. Al 38º ultimo stop programmato per Kubica e Raikkonen. Cinque giri dopo però il finlandese va a muro ed è costretto a fermarsi nuovamente. A dodici giri alla fine si ferma Vettel per montare gomme morbide, un giro dopo è la volta di Button, la cui sosta è lenta ma che riesce a rimanere leader di misura. In questi giri si fermano tutti gli altri mentre Massa è costretto al ritiro per un problema allo sterzo. Ora Kubica è l’unico dei primi con gomme dure ed è a soli 4” dalla vetta. Dietro Rosberg è quarto ma inizia a perdere posizioni a sei giri dalla fine causa il degrado delle gomme e viene passato da Barrichello e da chi segue.
A tre giri dalla fine Robert Kubica cerca di sorpassare Vettel, che però non cede pur anche lui in difficoltà con le gomme e i due si toccano: il polacco si ritira immediatamente mentre il tedesco prosegue per un giro senza la ruota anteriore sinistra. In seguito all'incidente la vettura di sicurezza rientra in pista, per uscirne nel corso dell'ultimo giro: le posizioni rimangono immutate fino al traguardo, tagliato dai piloti ancora in regime di safety car e così Jenson Button vince la gara davanti al compagno di squadra Rubens Barrichello e a Jarno Trulli, prima vittoria per l'inglese dal Gran Premio d'Ungheria 2006. Sébastien Buemi è il primo svizzero a punti dopo Marc Surer al Gran Premio d'Italia 1985, mentre per la Toyota è il primo giro veloce da motorista dal Gran Premio del Belgio 2005. Era dal Gran Premio d'Argentina 1977 che una scuderia debuttante in F1 non vinceva la gara d'esordio (all'epoca vinse Jody Scheckter su Wolf-Ford Cosworth).

### Risultati
I risultati del GP sono stati i seguenti:
| Pos | N. | Pilota               | Costruttore/Motore   | Giro | Tempo/Ritiro             | Griglia | Punti |
| --- | -- | -------------------- | -------------------- | ---- | ------------------------ | ------- | ----- |
| 1   | 22 | Jenson Button        | Brawn-Mercedes       | 58   | 1h 34'15"784             | 1       | 10    |
| 2   | 23 | Rubens Barrichello   | Brawn-Mercedes       | 58   | +0"807                   | 2       | 8     |
| 3   | 9  | Jarno Trulli         | Toyota               | 58   | +1"604                   | 20      | 6     |
| 4   | 10 | Timo Glock           | Toyota               | 58   | +4"435                   | 19      | 5     |
| 5   | 7  | Fernando Alonso      | Renault              | 58   | +4"879                   | 10      | 4     |
| 6   | 16 | Nico Rosberg         | Williams-Toyota      | 58   | +5"722                   | 5       | 3     |
| 7   | 12 | Sébastien Buemi      | Toro Rosso-Ferrari   | 58   | +6"004                   | 13      | 2     |
| 8   | 11 | Sébastien Bourdais   | Toro Rosso-Ferrari   | 58   | +6"298                   | 17      | 1     |
| 9   | 20 | Adrian Sutil         | Force India-Mercedes | 58   | +6"335                   | 16      |       |
| 10  | 6  | Nick Heidfeld        | BMW Sauber           | 58   | +7"085                   | 9       |       |
| 11  | 21 | Giancarlo Fisichella | Force India-Mercedes | 58   | +7"374                   | 15      |       |
| 12  | 14 | Mark Webber          | Red Bull-Renault     | 57   | +1 giro                  | 8       |       |
| 13  | 15 | Sebastian Vettel*    | Red Bull-Renault     | 56   | Collisione con R.Kubica  | 3       |       |
| 14  | 5  | Robert Kubica*       | BMW Sauber           | 55   | Collisione con S.Vettel  | 4       |       |
| 15  | 4  | Kimi Räikkönen*      | Ferrari              | 55   | Differenziale            | 7       |       |
| SQ  | 1  | Lewis Hamilton       | McLaren-Mercedes     | 58   | Squalificato             | 18      |       |
| Rit | 3  | Felipe Massa         | Ferrari              | 45   | Sterzo                   | 6       |       |
| Rit | 8  | Nelson Piquet Jr.    | Renault              | 24   | Testacoda                | 14      |       |
| Rit | 17 | Kazuki Nakajima      | Williams-Toyota      | 17   | Incidente                | 11      |       |
| Rit | 2  | Heikki Kovalainen    | McLaren-Mercedes     | 0    | Collisione alla partenza | 12      |       |

- L'asterisco indica quei piloti che non hanno terminato la gara ma sono ugualmente classificati avendo coperto, come previsto dal regolamento, almeno il 90% della distanza totale.

## Classifiche Mondiali

### Piloti
| Pos | Pilota             | Punti |
| --- | ------------------ | ----- |
| 1   | Jenson Button      | 10    |
| 2   | Rubens Barrichello | 8     |
| 3   | Jarno Trulli       | 6     |
| 4   | Timo Glock         | 5     |
| 5   | Fernando Alonso    | 4     |
| 6   | Nico Rosberg       | 3     |
| 7   | Sébastien Buemi    | 2     |
| 8   | Sébastien Bourdais | 1     |

### Costruttori
| Pos | Team            | Punti |
| --- | --------------- | ----- |
| 1   | Brawn-Mercedes  | 18    |
| 2   | Toyota          | 11    |
| 3   | Renault         | 4     |
| 4   | Williams-Toyota | 3     |
| 5   | STR-Ferrari     | 3     |

## Decisioni della FIA
Al termine della gara Jarno Trulli è stato penalizzato di 25 secondi per avere sorpassato in regime di bandiere gialle. È stato poi riammesso al terzo posto della classifica finale del Gran Premio dopo l'esclusione di Lewis Hamilton per comportamento antisportivo.
Il 29 aprile, la FIA, in merito alla vicenda Hamilton-Trulli, decide di squalificare per tre gran premi la McLaren. La pena però è con la condizionale, quindi verrà applicata solo se dovessero emergere altre prove aggravanti o la scuderia dovesse essere protagonista di altre scorrettezze nei successivi 12 mesi.
Sebastian Vettel viene invece penalizzato di 10 posizioni sulla griglia di partenza del prossimo Gran Premio della Malesia per la collisione con Robert Kubica.